# Pfarrkirche Unterstinkenbrunn

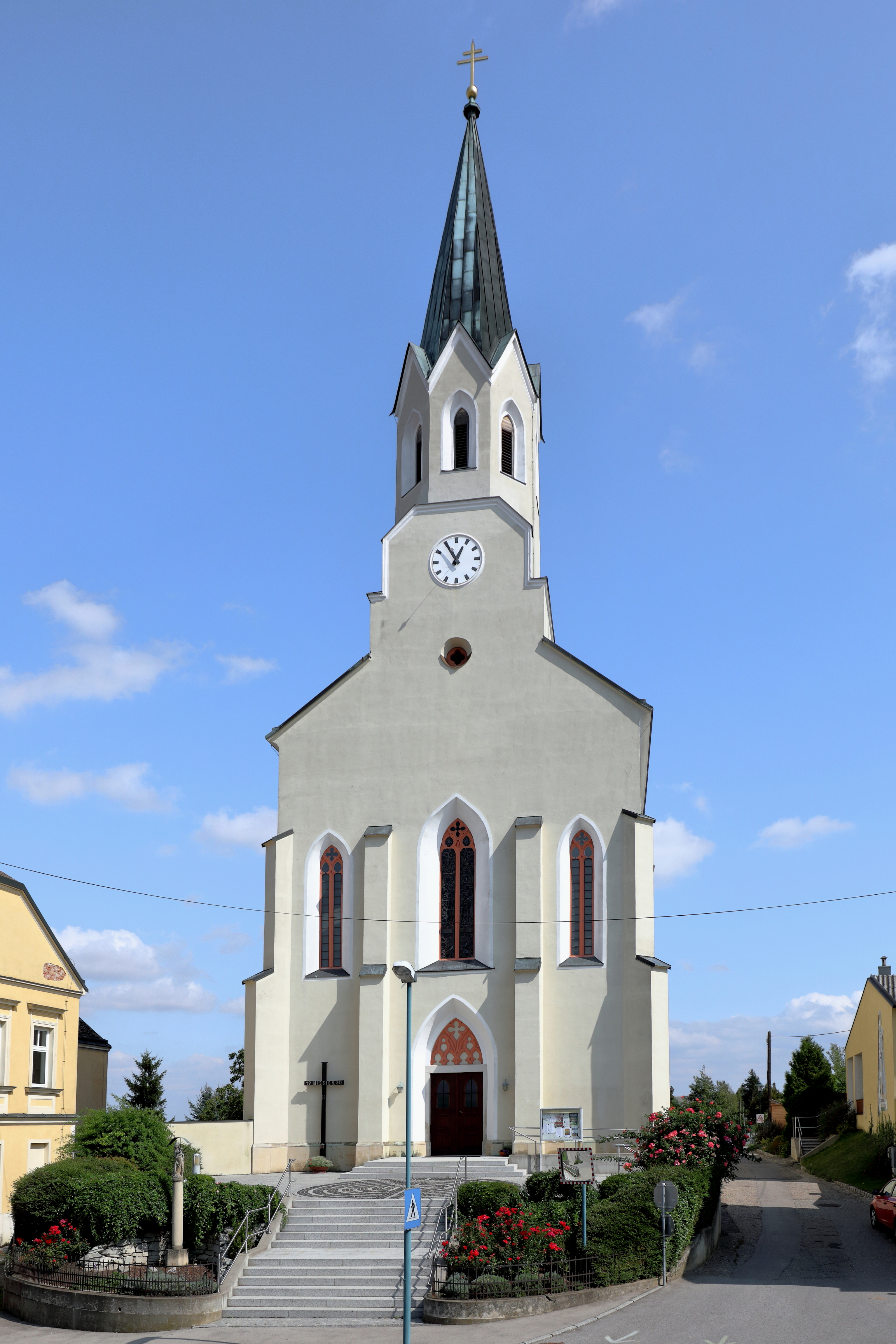
Kath. Pfarrkirche Hll. Petrus und Paulus in Unterstinkenbrunn

Die römisch-katholische Pfarrkirche Unterstinkenbrunn steht in der Gemeinde Unterstinkenbrunn im Bezirk Mistelbach in Niederösterreich. Sie ist den Heiligen Petrus und Paulus geweiht und gehört zum Dekanat Laa-Gaubitsch im Vikariat Unter dem Manhartsberg der Erzdiözese Wien. Das Bauwerk steht unter Denkmalschutz.

## Lagebeschreibung
Die weithin sichtbare Kirche steht auf einer mäßigen Anhöhe an der Hauptstraße im Osten des Ortes. Sie bildet mit dem Pfarrhof und der Volksschule eine Gebäudegruppe.

## Geschichte
Bis zum Jahre 1861 befand sich im Orte eine alte, im Jahr 1720 erbaute Kapelle, welche im Jahr 1736 durch den Bischof von Passau eingeweiht wurde. Diese wurde 1861 abgetragen und im Anschluss an ihrer Stelle bis 1863 die neogotische Kirche errichtet. Unterstinkenbrunn war eine Filiale der Pfarre Gaubitsch und wurde im Jahr 1893 eine selbstständigen Pfarre.

## Kirchenbau
Kirchenäußeres
Die Kirche besteht aus einem neogotischen Langhaus mit eingezogenem Chor und Fassadenturm. Die Fassade ist durch abgetreppte Strebepfeiler gegliedert und weist zweibahnige Maßwerkfenster sowie ein Rundbogenfenster an der Turmfassadenseite auf. Die schmale Westfassade endet nach oben hin in einem Giebel, der dem achteckigen Turm mit Spitzhelm vorgeblendet ist.
Kircheninneres

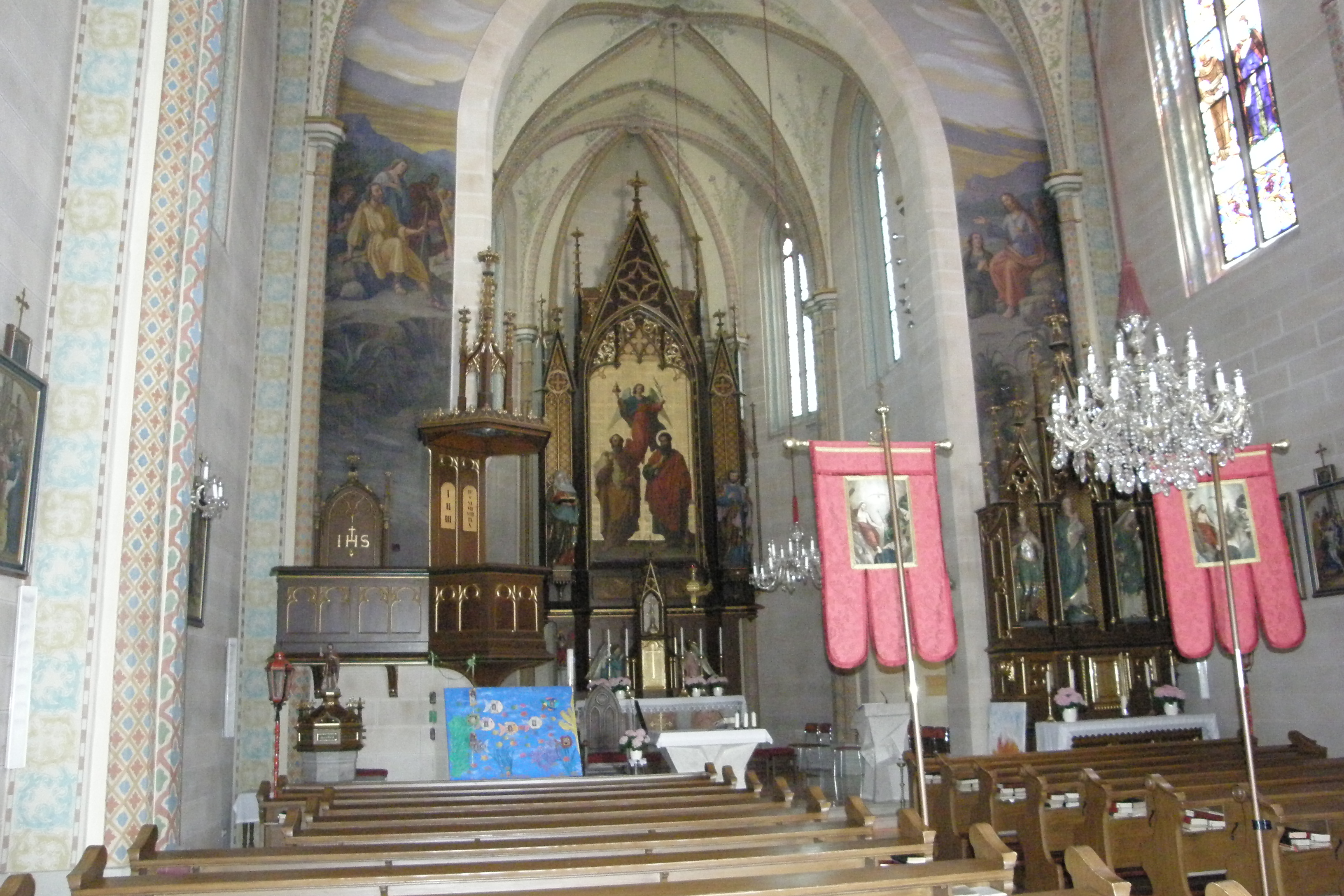
Innenansicht

Über dem dreijochigen Langhaus und dem einjochigen polygonalen Chor ist Kreuzrippengewölbe. Das Gewölbe lagert auf Diensten. Im Westen ist eine dreischiffige Empore auf Pfeilern. Die quadratische Vorhalle der Kirche ist kreuzrippengewölbt. Der eingezogene Triumphbogen ist spitzbogig. In Langhaus und Chor ist Dekorationsmalerei. Ein Fresko am Triumphbogen zeigt die „Berufung der Apostel“. Die figurale Glasmalerei stammt aus dem Jahr 1944.

## Ausstattung
Auf dem Hochaltar ist ein neugotisches Altarbild, das die Heiligen Petrus und Paulus darstellt. Es hängt in einem geschnitzten Rahmen. Die flankierenden Figuren stellen die heilige Anna und den heiligen Josef dar. Der rechte Seitenaltar ist ein neugotischer Altar. Auf ihm stehen Figuren der Heiligen Florian, Maria und Barbara in Nischen auf Wimpergen sowie Fialen.
Die übrige Ausstattung stammt aus der Bauzeit. In der Vorhalle sind ein spätbarockes Kruzifix, sowie Figuren der Heiligen Rochus und Sebastian.

## Orgel
Die Orgel stammt aus dem Jahr 1863 von Franz Svítil. Sie besitzt 17 Register auf zwei Manualen und Pedal. Das Gehäuse ist schlicht und neugotisch.